# Örvallen

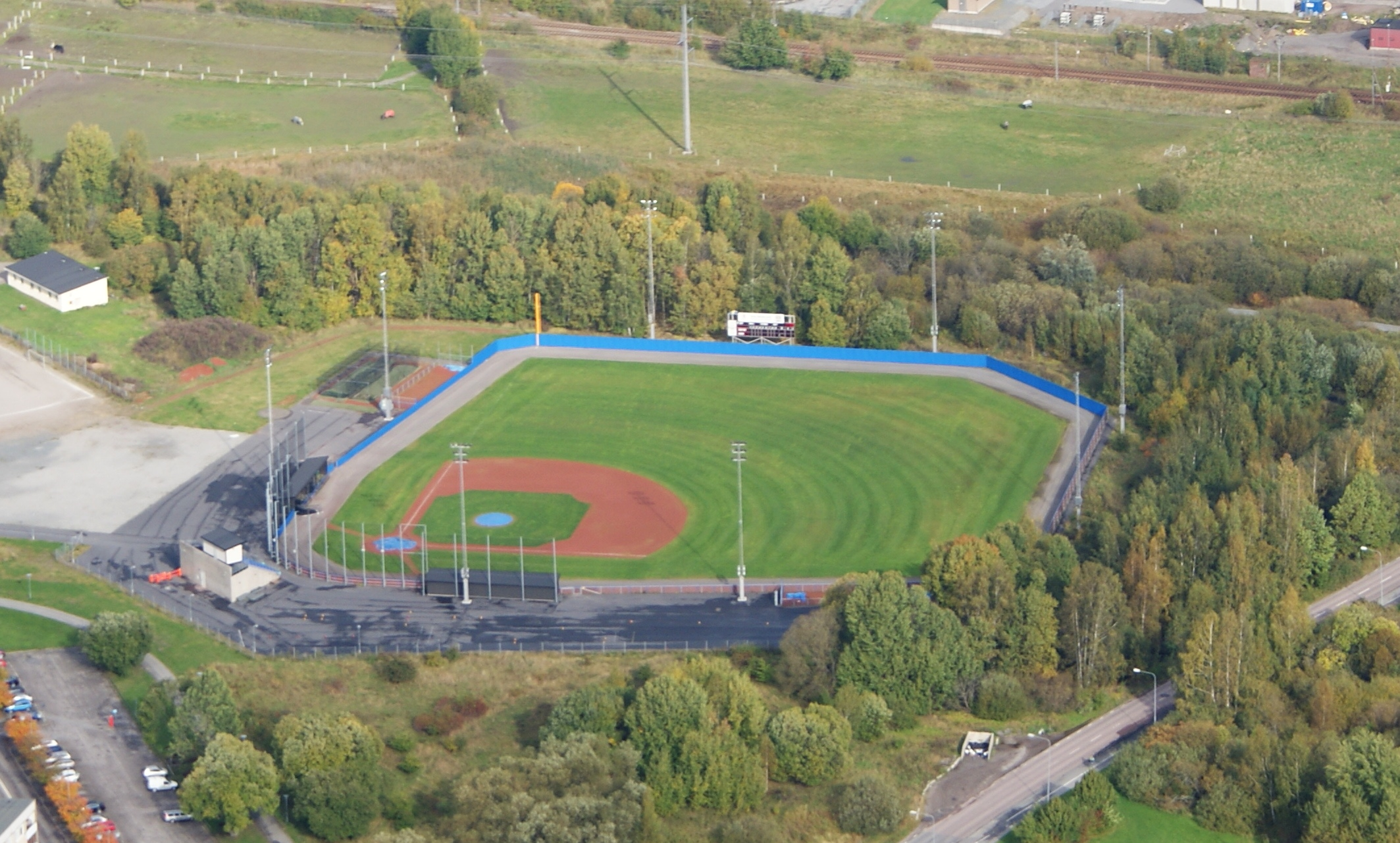
Örvallen sedd från helikopter 2012.

Örvallen är en basebollarena i stadsdelen Ör i Sundbybergs kommun som är Sveriges nationalarena för baseboll samt hemmaarena för elitserieklubben Sundbyberg Heat.
Arenan stod färdig 2009 inför världsmästerskapet i baseboll för herrar, vars svenska grupp spelades här. Örvallen är Sveriges enda internationellt godkända basebollanläggning.
Publikrekordet på 2 091 åskådare är från en match i VM 2009 mellan Kanada och Sverige, en match som Kanada vann med 19–1.